# Трофименко Сергій Георгійович
Трохименко Сергій Георгійович (5 жовтня 1899, село Рьовни, Трубчевський повіт, Орловська губернія, Російська імперія — 16 жовтня 1953, Москва, РРФСР, СРСР) — радянський воєначальник, генерал-полковник (1944), Герой Радянського Союзу (1944). Депутат Верховної ради СРСР 2—3-го скликань.

## Біографія
Народився в родині робітника-залізничника. В юності працював слюсарем у паровозному депо, закінчив залізничну школу у Брянську. Член РКП(б) з 1918 року. Перебував на комсомольській роботі в Фокинському селищі при станції Брянськ.
Із осені 1919 року — в Червоній армії, служив кулеметником, учасник Громадянської війни в Росії. Після війни — начальник кулеметної команди, потім комісар стрілецького полку, командиром батальйону.
У 1926 році закінчив курси «Постріл», а у 1932 році — Військову академію імені М. В. Фрунзе. У 1932-1935 роках — начальник штабу 61-ї стрілецької дивізії, у 1935-1937 роках — начальник оперативного відділу штабу Приволзького, а у 1937-1938 роках — Київського військових округів. У 1937 році закінчив Академію Генерального штабу. 

### Друга світова війна
Початок Другої світової війни зустрів на посаді начальника штабу 5-ї армії, на цій посаді брав участь у радянському вторгненні до Польщі у вересні 1939 року. Потім брав участь у радянсько-фінській війні як заступник начальника штабу 7-ї армії. 
У серпні 1940 – січні 1941 року — начальник штабу Північно-Кавказького військового округу. Із січня 1941 року — командувач Середньоазійського військового округу. 
Із початком німецько-радянської війни генерал-майор Трофименко продовжував командувати округом. У серпні 1941 року він очолив 53-тю армію, сформовану у Середньоазійському військовому окрузі. 
У грудні 1941 року Трофименко замість генерала Аввакумова очолив війська Медвеж'єгорської оперативної групи Карельського фронту. Брав участь у боях з фінськими військами в Карелії. Протягом весни 1942 року — командувач 32-ї армії. Із 4 липня 1942 по 22 січня 1943 року — командувач 7-ї окремої армії. Із 22 січня 1943 року і до кінця війни — командувач 27-ї армії. Як командувач 27-ї армії генерал Трофименко відзначився під час Курської битви, форсування Дніпра, Корсунь-Шевченківської, Яссько-Кишинівської, Дебреценської, Будапештської, Віденської, Празької операцій. За вміле і успішне командування під час Яссько-Кишинівської операції 13 вересня 1944 року Трофименку було присвоєно звання Героя Радянського Союзу. 

### Після війни
9 липня 1945 року генерал-полковник Трофименко очолив Тбіліський військовий округ. У 1946—1949 роках — командувач військ Білоруського військового округу, у 1949—1953 роках — командувач військ Північно-Кавказького військового округу. Помер 16 жовтня 1953 року, похований в Москві. 

## Військові звання
- Комбриг (4.11.1939)
- Генерал-майор (4.06.1940)
- Генерал-лейтенант (13.06.1942)
- Генерал-полковник (13.09.1944)

## Нагороди
- Герой Радянського Союзу (13.09.1944)
- Чотири ордени Леніна (21.03.1940, 10.01.1944, 13.09.1944, 21.02.1945)
- Три ордени Червоного Прапора (27.08.1943, 3.11.1944, 15.11.1950)
- Два ордени Суворова 1-го ступеня (17.05.1944, 28.04.1945)
- Орден Кутузова 1-го ступеня (9.04.1943)
- Орден Богдана Хмельницького 1-го ступеня (24.04.1944)
- Медаль «XX років РСЧА»
- медаль «За перемогу над Німеччиною у Великій Вітчизняній війні 1941—1945 рр.»
- Медаль «За взяття Будапешта»
- Медаль «За взяття Відня»
- Медаль «30 років Радянської армії та флоту»